# Ray of Light
Pour la chanson titre, voir Ray of Light (chanson).
Albums de Madonna
Evita : Music From The Motion Picture
(1996) The Next Best Thing
(2000)
Singles
1. Frozen
Sortie : 23 février 1998
2. Ray of Light
Sortie : 11 mai 1998
3. Drowned World/Substitute for Love
Sortie : 24 août 1998
4. The Power of Good-Bye
Sortie : 22 septembre 1998
5. Nothing Really Matters
Sortie : 5 mars 1999

Ray of Light est le septième album studio de Madonna, sorti en 1998. Vendu à plus de 20 millions d'exemplaires, il est produit en partie par Madonna, Patrick Leonard, Marius De Vries et William Orbit.
Après le succès au cinéma de la comédie musicale Evita et la naissance de sa fille Lourdes, Madonna écrit alors son septième album en mai 1997, sur la base de ses propres expériences et des questions fondamentales de la vie (la mort, la peur, l'amour...). Pour s'assurer un aspect toujours avant-gardiste, elle fait encore appel à William Orbit, un musicien spécialisé dans la musique électronique, Patrick Leonard, Marius De Vries, qui a participé à l'album Bedtime Stories ainsi que Craig Armstrong (Massive Attack) avait travaillé sur I Want You. Le photographe Mario Testino, qui s'est spécialisé dans les magazines de mode s'occupera de la totalité des clichés.
Dans ce nouvel album, Madonna parle du monde de la célébrité (Drowned World (Substitute For Love), d'être mère (Nothing Really Matters, Little Star) et de spiritualité (Shanti, Ashtangi, Frozen). Enfin, dans Mer Girl, elle évoque la mort de sa mère, sujet dont elle a beaucoup parlé auparavant[réf. nécessaire]. Elle change comme à son habitude complètement de look pour adopter un style plus naturel (cheveux bruns, tenues beaucoup moins provocantes, etc.). Son album mélangeant les cultures et les sonorités américaines, japonaises, indiennes, et gothiques est un triomphe, la presse et les revues musicales acclament sa nouvelle voix (ayant pris des cours de chant durant le tournage de Evita) et la qualité de la musique et les paroles de ses chansons. L'album remporte trois Grammy Awards, dont celui de meilleur album pop. Il est classé en tête des charts dans de nombreux pays où il resta parfois jusqu'à plusieurs semaines numéro un des ventes et plus d'un an dans les classements, en fait l'un des plus grands succès commerciaux de l'année 1998.

## Conception de l'album
L'album s'est construit à partir de la chanson The Drowned World, inspirée du roman The Drowned World de J. G. Ballard. Il a d'abord été produit par Madonna, William Orbit et Patrick Leonard, avec qui elle avait déjà collaboré dans le passé. Cet album représente un tournant musical pour Madonna, aussi bien en ce qui concerne la musique que les paroles, qui abordent des thèmes nouveaux, tels que la maternité, la célébrité et la spiritualité. Dans Ray of Light, Madonna a une voix plus grave et juste qu'auparavant; elle a pu perfectionner sa technique vocale en préparant son rôle dans le film Evita (1996).
Madonna commence à écrire des chansons pour l'album avec Patrick Leonard en 1997 ; c'est la première fois qu'ils retravaillent ensemble depuis leur collaboration sur l'album I'll Remember, trois ans plus tôt. Mais cette fois, Leonard s'implique très peu en studio. En effet, Madonna estime que son travail de production apporterait aux chansons « un son similaire à celui de Peter Gabriel », ce qui n'était pas ce qu'elle recherchait pour cet album.
Madonna commence à travailler sur Ray of Light en mai 1997, après avoir revu Kenneth « Babyface » Edmonds, avec qui elle avait déjà collaboré sur l'album Bedtime Stories (1994).  Ils écrivent quelques chansons ensemble avant que Madonna ne décide que cela ne suit pas la direction musicale qu'elle souhaite pour l'album. D'après Edmonds, les chansons « sonnaient comme Take a Bow et Madonna n'avait pas envie, ou pas besoin, de se répéter. » Après avoir abandonné les chansons qu'elle a écrites avec Edmonds, Madonna se tourne vers le musicien Rick Nowels, qui a notamment écrit des chansons pour Stevie Nicks et Céline Dion. Sept chansons sont écrites en trois jours, mais elles ne sont pas du tout représentatives du futur son électronique de l'album. Madonna apporte le fruit de sa collaboration avec Nowels et Leonard au musicien anglais William Orbit. Madonna était depuis longtemps très admirative du travail d'Orbit et aimait le son « trance » et « ambient » qu'il donnait aux chansons qu'il travaillait. Elle commence à travailler avec Orbit après qu'il lui a envoyé les fragments de musique (8 à 16 mesures) sur lesquels il travaille, qui sont pour la plupart des versions simplifiées des chansons qui formeront une bonne partie de l'album. Madonna écoute alors inlassablement ces fragments musicaux jusqu'à trouver l'inspiration suffisante pour écrire des paroles. Lorsqu'elle a une idée du thème qu'elle souhaite aborder dans les paroles, elle en parle à Orbit qui retravaille la musique dans ce sens.
L'album est enregistré en un peu plus de quatre mois et demi à Los Angeles, en 1997, ce qui est alors un temps record passé en studio pour Madonna[pas clair]. Pendant l'enregistrement, seules trois personnes sont présentes en studio avec Madonna : William Orbit, l'ingénieur du son Pat McCarthy, et son assistant Matt Silva. L'équipe rencontre quelques problèmes techniques au début, Orbit préférant travailler avec des samples et des sons de synthétiseur plutôt qu'avec des musiciens « live ». Les ordinateurs tombent en panne, et l'enregistrement doit être repoussé jusqu'à ce qu'ils soient réparés. Les quatre mois ont été nécessaires à l'enregistrement de l'instrumentation de l'album. Wiliiam Orbit se rappelle que ses doigts saignaient tandis qu'il jouait de la guitare pendant les longues heures passées en studio. Les chants de Madonna sont beaucoup plus faciles et rapides à enregistrer; une seule prise suffit en général. Lorsque l'enregistrement touche à sa fin, le producteur Maries de Vries est intégré à l'équipe pour donner la touche finale aux chansons.

## Critique et réception
À sa sortie, l'album reçoit majoritairement des jugements positifs de différents critiques du monde entier. Slant Magazine décrit l'album comme « l'un des grands chefs-d'œuvre pop des années 1990 ». Madonna « n'a jamais été aussi franche émotionnellement depuis Like a Prayer ». La chaîne de divertissement américaine Entertainment Television (E!) loue l'album pour la profondeur de ses paroles. E! apprécie également les « artistiques bips, râles et craquements de guitare » et « touches orientales » apportés par William Orbit. Dans la critique, Ray of Light obtient un A-, une des meilleures notes accordées à un album par la chaîne.
La critique de Rob Sheffield pour le magazine Rolling Stone est globalement positive, mais pointe les faiblesses de l'album. Sheffield qualifie l'album de « brillant », mais critique la production de William Orbit, jugeant qu'il « ne connaît pas assez de ficelles pour remplir un disque entier, et donc se répète ». Stephen Thomas Erlewine, du site AllMusic, parle de Ray of Light comme « l'album le plus aventureux de Madonna » mais aussi « le plus mature et le plus sobre ». Il lui accorde quatre étoiles sur cinq.
In 1999, Ray of Light gagne trois Grammy Awards pour le Meilleur enregistrement Dance, le Meilleur album pop et la Meilleure pochette, et a été nommé dans les catégories « Chanson de l'année » et « Album de l'année ». La chanson-titre Ray of Light gagne le Grammy du Meilleur vidéoclip. En 2002, les téléspectateurs de la chaîne télévisée britannique VH1 ont élu Ray of Light dixième meilleur album de tous les temps. le magazine Rolling Stones classe Ray of Light 363e sur la liste des 500 plus grands albums de tous les temps.

## Liste des titres
| No  | Titre                             | Auteur                                                              | Durée |
| --- | --------------------------------- | ------------------------------------------------------------------- | ----- |
| 1.  | Drowned World/Substitute for Love | Madonna, William Orbit, Rod McKuen, Anita Kerr, David Collins       | 5:09  |
| 2.  | Swim                              | Madonna, William Orbit                                              | 5:00  |
| 3.  | Ray of Light                      | Madonna, William Orbit, Clive Muldoon, Dave Curtis, Christine Leach | 5:21  |
| 4.  | Candy Perfume Girl                | Madonna, William Orbit, Susannah Melvoin                            | 4:34  |
| 5.  | Skin                              | Madonna, William Orbit, Patrick Leonard, Marius DeVries             | 6:22  |
| 6.  | Nothing Really Matters            | Madonna, William Orbit, Patrick Leonard, Marius DeVries             | 4:27  |
| 7.  | Sky Fits Heaven                   | Madonna, William Orbit, Patrick Leonard                             | 4:48  |
| 8.  | Shanti/Ashtangi                   | Madonna, William Orbit                                              | 4:29  |
| 9.  | Frozen                            | Madonna, William Orbit, Patrick Leonard                             | 6:12  |
| 10. | The Power of Good-Bye             | Madonna, William Orbit, Patrick Leonard, Rick Nowels                | 4:10  |
| 11. | To Have and Not to Hold           | Madonna, William Orbit, Patrick Leonard, Rick Nowels                | 5:23  |
| 12. | Little Star                       | Madonna, Rick Nowels, Marius DeVries                                | 5:18  |
| 13. | Mer Girl                          | Madonna, William Orbit                                              | 5:32  |
| 14. | Has to Be (Titre bonus Japon)     | Madonna, William Orbit, Patrick Leonard                             | 5:15  |

- Inédits : Revenge, Gone Gone Gone (This Love Affair Is Over), et Corazon (Be Careful)

Dans une interview donnée à la fin de 2005, Madonna a dit que Ray of Light était son album préféré[réf. nécessaire]. L'album a constitué une large partie du concert de son Drowned World Tour avec Drowned World/Substitute For Love, Candy Perfume Girl, Ray of Light, Frozen, Mer Girl, et Sky Fits Heaven.

## Distinctions
1999 — Grammy Awards
1. Best Pop Album (Ray Of Light)

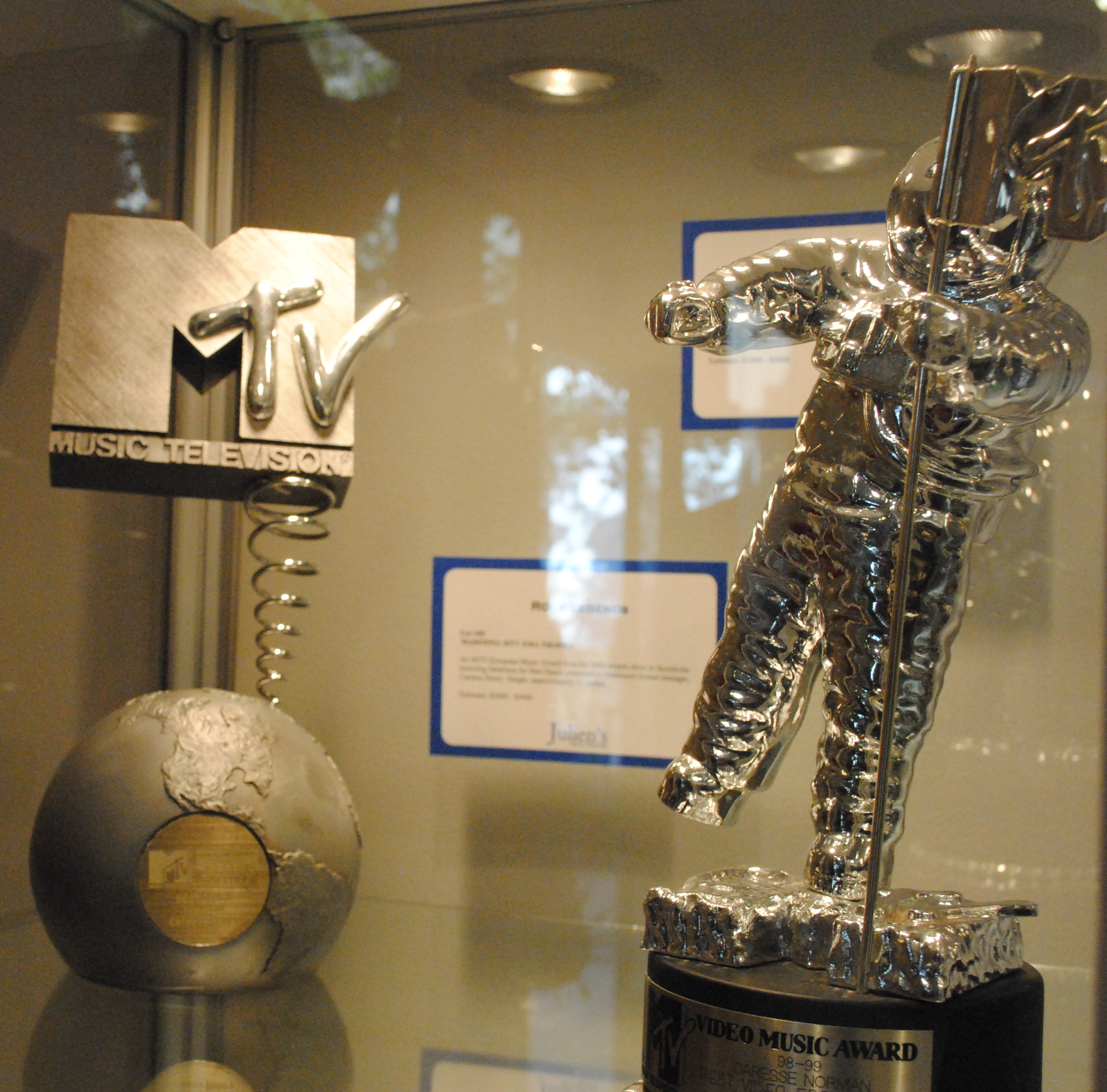
À droite, le MTV Video Music Award de la meilleure réalisation remporté pour le clip de Ray of Light de Jonas Akerlund.

2. Best Short Form Music Video (Ray Of Light, video)
3. Best Recording Package for Art Director Kevin Reagen (Ray Of Light)
4. Best Dance Recording (Ray Of Light, single)
5. Nomination : Album of the Year (Ray Of Light)
6. Nomination : Best Pop Album (Ray Of Light)
7. Nomination : Record of the Year (Ray Of Light, single)
8. Nomination : Best Dance Recording (Ray Of Light, single)
9. Nomination : Best Short Form Music Video (Ray Of Light, video)
10. Nomination : Best Recording Package for Art Director Kevin Reagen (Ray Of Light)

1998 — MTV Video Music Awards
1. Best International Video, Jonas Akerlund
2. Video of the Year, Jonas Akerlund
3. Best Female Video, Jonas Akerlund
4. Best Direction, Jonas Akerlund
5. Best Editing, Jonas Akerlund
6. Best Choreography, Madonna
7. Best Spécial Effects, Steve Murgatroyd
8. Nomination: Best Dance Video
9. Nomination: Breakthrough Video

VH-1 Fashion Awards
1. Most Fashionable Artist
2. The Versace Award
3. Most Stylish Music Artist

MTV Europe Music Awards
1. Best Female
2. Best Album
3. Nomination: Best Dance Artist (Gagnant: The Prodigy)

- Echo ( Allemagne) Nomination:  Best Selling Female Artist

## Crédits et personnel
- Voix - Madonna
- Choristes - Donna De Lory, Niki Haris
- Guitare - Marc Moreau
- Claviers - Marius De Vries
- Tambours - Fergus Gerrand
- Programmation (tambour) - Steve Sidelnyk
- Percussion - Fergus Gerrand
- Flûte - Pablo Cook
- Effets électro - William Orbit
- Arrangements - Craig Armstrong, Patrick Leonard
- Conducteur - Suzie Katayama
- Programmation - Mike Bradford, Marius De Vries
- Ingénieurs - marquer Endert, Jon Ingoldsby, Patrick McCarthy, Dave Reitzas, Silva mat
- Mastering par Ted Jensen
- Photographie par Mario Testino
- Direction d'art par Kevin Reagan
- Conception d'art de Kerosene Halo, Kevin Reagan

## Ventes, classements et certifications
| Pays             | Meilleure Position | Certification | Volume     |
| ---------------- | ------------------ | ------------- | ---------- |
| Allemagne        | —                  | 3 × Platine   | 900 000+   |
| Australie        | —                  | 3 × Platine   | 210 000+   |
| Autriche         | 2 (5 semaines)     | 2 × Platine   | 100 000+   |
| Brésil           | —                  | Or            | 100 000+   |
| Canada           | —                  | 7 × Platine   | 700 000+   |
| Danemark         | 2                  | 5 × Platine   | 200 000+   |
| États-Unis       | 2                  | 4 × Platine   | 4 000 000  |
| Finlande         | 1 (3 semaines)     | Platine       | 50 604+    |
| France           | 2 (7 semaines)     | 3 × Platine   | 900 000+   |
| Italie           | 2 (5 semaines)     | 2 × Platine   | 45 000+    |
| Norvège          | 1 (2 semaines)     | 2 × Platine   | 80 000+    |
| Nouvelle-Zélande | 12                 | Or            | 22 500+    |
| Pays-Bas         | 1 (4 semaines)     | 3 × Platine   | 300 000+   |
| Pologne          | —                  | 2 × Platine   | 80 000+    |
| Royaume-Uni      | —                  | 6 × Platine   | 1 800 000+ |
| Suède            | 2 (4 semaines)     | 3 × Platine   | 240 000+   |
| Suisse           | 1 (7 semaines)     | 3 × Platine   | 150 000+   |